# Leucopis chillcotti
Leucopis chillcotti är en tvåvingeart som beskrevs av Tanasijtshuk 2003. Leucopis chillcotti ingår i släktet Leucopis och familjen markflugor. Inga underarter finns listade i Catalogue of Life.